# Glyphomitrium elatum
Glyphomitrium elatum är en bladmossart som beskrevs av Noriwo Takaki 1949. Glyphomitrium elatum ingår i släktet skärgårdsmossor, och familjen Ptychomitriaceae. Inga underarter finns listade i Catalogue of Life.